# باربرا بولا
باربرا بولا (مواليد 7 مارس 1951) تمتهن عدة مهن فهي طبيبة سويسرية، وصاحبة قاعة عرض للأعمال الفنية، وأمينة معرض فني، فضلًا عن كونها كاتبة.

## السيرة الشخصية
تنتمي باربرا لأسرة فنية ويسري في عروقها حب الفنون فهي ابنة الرسامة (آن ماري إيمهوف) ووالدها الشغوف بالثقافة اليونانية (رودلف إيمهوف)، وقد نشأت باربرا في مدينة جنيف وقضت عامًا في اليونان في سن السابعة عشر، بيد أن ذلك العام الذي قضته خارج البلاد هو الذي سطر أول علاقتها مع الأنظمة الديكتاتورية والسجون. وهي أم لأربع فتيات (أدا سالومي، سيريل زوي، راشيل إيزادورا، وروكسان سيلانا)، وبالرغم من رفضها لفكرة الزواج إلا أنها اقترنت بوالد بناتها لكي يحملن جميعهن نفس اسم الأب ثم طُلقت في عام 2013.
درست باربارا بولا في جنيف حيث حصلت على شهادة في تخصص الطب الباطني وأمراض الرئة وأمراض الحساسية المناعية.ثم أجرت بحثًا في كلية الطب بجامعة هارفارد، ومستشفى ماساتشوستس العام في بوسطن. في عام 1989، تولت رئاسة وحدة دراسة حالات الحساسية في مستشفى كانتون في جنيف. ثم عملت كمديرة وحدة الأبحاث في المعهد الفرنسي للصحة والبحوث الطبية في باريس (انسيرم) في الفترة ما بين عامي 1993 إلى عام 2000، وقد وجهت جّل تركيزها على دراسة بروتينات الإجهاد وجذور الأكسجين الحرة. وهنا تجدر الإشار إلى أن باربرا قد ألفت وشاركت في تأليف مئات المقالات البحثية والتقييمات النقدية والتي نُشرت في العديد من المجلات والدوريات المرموقة، منها على سبيل المثال، تقارير الأكاديمية الوطنية للعلوم بالولايات المتحدة الأمريكية، ومجلة الأبحاث السريرية، والمجلة الأمريكية لعلم وظائف الأعضاء. في عام 1991، شاركت بولا في مجال السياسة. حيث عملت أولًا كعضو في مجلس مدينة جنيف، ثم كمندوب مقاطعة جنيف من 1993 إلى 1999 وأخيرًا كعضو في البرلمان الوطني من 1999 إلى 2003. وقد تركت بولا الحزب الليبرالي في جنيف في عام 2007.

## السياسة
في عام 1991، شاركت بولا في المعترك السياسي، حيث عملت أولًا كعضو في مجلس مدينة جنيف، ثم مندوبة عن كانتون جنيف من 1993 إلى 1999، وأخيرًا نائبة في البرلمان الوطني من 1999 إلى 2003. وقد دافعت بولا أثناء مسيرتها السياسية عن الكثير من الممارسات الصحية منها حرية البحث، والتشخيص الوراثي السابق للانغراس وتقنين الإجهاض. وقد تركت بولا الحزب الليبرالي في جنيف في عام 2007.

## الفن والسجن
لقد أسهمت بولا بالكثير في الحياة الفنية وحرية الفنون كونها صاحبة معرض فني، فقد شاركت في رعاية العديد من المعارض الفنية تحت عنوان «الفن والسجن»، وأولها كان معرض «عدو الشعب» والذي جرى تنظيمه عام 2013 في صالة عرض ماجدة دانيز. والثاني في مركز الفن المعاصر في «لو شاتو دي آنيمار» في مونتيليمار في مارس 2015، تم عرض في معهد الفنون الجميلة في بيزانسون. نفس العرض المتطور، بعنوان «الشعور بالآلام» في نانيترا (مدينة مجاورة لباريس) في مساحة معرض فني معاصر يسمى لاتيراسا، بالتعاون مع ساندرين مورو.